# Phowa
| Tibetische Bezeichnung                           |
| ------------------------------------------------ |
| Tibetische Schrift: འཕོ་བ་གྲོང་འཇུག                  |
| Wylie-Transliteration: ’pho ba grong ’jug        |
| Aussprache in IPA: [pʰowa ʈʂʰoŋtɕuk]             |
| Offizielle Transkription der VRCh: Powa Chongjug |
| THDL-Transkription: Powa Drongjug                |
| Andere Schreibweisen: Phowa                      |
| Chinesische Bezeichnung                          |
| Traditionell: 借尸還魂、往生奪舍                 |
| Vereinfacht: 借尸还魂、往生夺舍                  |
| Pinyin:jiè shī huán hún, wǎng shēng duó shě      |

Phowa (Tibetisch) ist eine besondere Meditations-Praxis des tibetischen Buddhismus. Sie wird generell zu den Sechs Yogas von Naropa gezählt. Allerdings gehen nicht alle Phowa-Übertragungen von Naropa aus.

## Phowa-Varianten
Es gibt verschiedene Arten von Phowa:
- Phowa zur Erlangung des Dharmakaya, ein Phowa für Praktizierende mit höchsten geistigen Fähigkeiten
- Phowa zur Erlangung des Sambhogakaya, ein Phowa für Praktizierende mit hohen Fähigkeiten
- Phowa unermesslichen Mitgefühls, ein Phowa für Schüler mit mittleren Fähigkeiten
- Phowa des Reinen Landes, ein Phowa für gewöhnliche Menschen ohne besondere Voraussetzungen.
- Phowa des eisernen Hakens (gemeint: Leithaken des Elefantenführers), ein Phowa um Wesen, die selbst nicht Phowa ausführen können, mittels der Praxis eines befähigten Praktizierenden den Zugang zu einem Reinen Land zu ermöglichen. So wie der Elefantenführer mit seinem Haken den Elefanten in die richtige Richtung lenkt, so lenkt der eiserne Haken spirituell untrainierte Personen.

## Reines-Land-Phowa

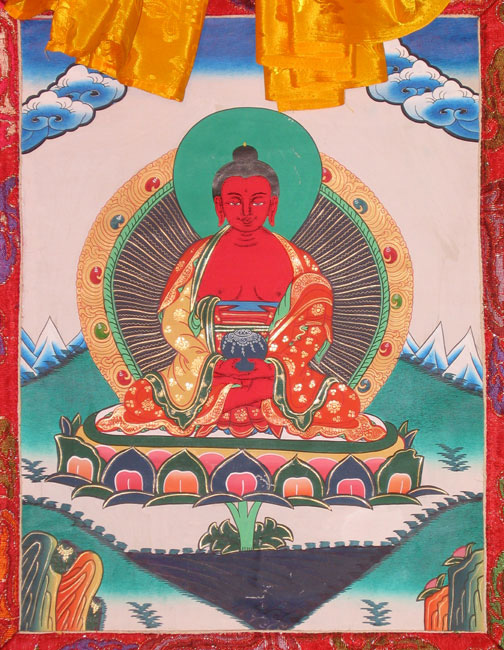
Buddha Amitabha im tibetischen Buddhismus, traditionelles Thangka.

Mit dem Reinen-Land-Phowa, oder auch zab lam 'pho ba, soll bereits zu Lebzeiten die Übertragung des Bewusstseins nach Sukhavati, das Reine Land des Buddha Amitabha trainiert werden. Nach der Auffassung des tibetischen Buddhismus verlässt das Bewusstsein nach Todeseintritt den Körper durch eine von neun Körperöffnungen (Augen, Ohren, Nase, Mund, Harnröhre und Anus). Diese werden auch als Tore zu den jeweiligen sechs traditionellen Wiedergeburtsbereichen betrachtet. Die mit diesem Reinen Land assoziierte Körperöffnung ist die 10. Körperöffnung der Bewusstseinsübertragung, diese wird auch „Brahmanische Öffnung“ genannt. Sie liegt auf dem Mittelpunkt des Scheitels, auf der Fontanelle. Mittels Phowa kann nun bereits zu Lebzeiten die Übertragung des Bewusstseins trainiert und dieses 10. Tor für den Bewusstseinsaustritt geöffnet werden.
Das Zeichen für eine erfolgreiche Phowa-Praxis ist das Austreten eines Tropfen Bluts oder Sekrets unmittelbar aus dem Mittelpunkt des Scheitels. In Tibet wurde auch zur Demonstration einer erfolgreichen Praxis ein Kusha-Grashalm in die kleine entstandene Öffnung in der Fontanelle gesteckt. Die Praxis dient der Vorbereitung des Praktizierenden auf den eigentlichen Todeszeitpunkt.

## Einweihung und Anleitung
Die korrekte Praxis erfordert eine Einweihung und sorgfältige Anleitung durch einen qualifizierten Vajrayana-Meister, der innerhalb einer Überlieferungslinie zur Weitergabe dieser Übung befugt ist. Üblicherweise prüft er den Schüler gründlich, ob dieser zum Erhalt der Lehren geeignet ist.